# Dama con il tricorno
Dama con il tricorno è un dipinto eseguito da Giambattista Tiepolo tra il 1755 e il 1760. Si trova nella National Gallery of Art di Washington.